# Molophilus (Austromolophilus) nini
Molophilus (Austromolophilus) nini is een tweevleugelige uit de familie steltmuggen (Limoniidae). De soort komt voor in het Australaziatisch gebied.